# Zdravko Lorković
Zdravko Lorković, hrvaški biolog, predavatelj in akademik, * 3. januar 1900, † 11. november 1998.
Lorković je deloval kot redni profesor za biologijo Medicinske fakultete v Zagrebu in bil dopisni član Slovenske akademije znanosti in umetnosti (od 30. maja 1991).